# Радянізми
Радянізми — це запозичені з радянської фразеології в сучасну українську мову лексичні одиниці з радянськими оцінними конотаціями та концептуалізаціями. Вони відображають властиві радянському суспільству реалії, особливості радянського способу життя, лексику, котра має ідеологічне смислове наповнення. 
При розгляді поняття «радянізм» існує залежність від зв'язку з історичною або філософською або фактичною точкою відліку. Тема цієї статті, здебільшого обмежується сучасним періодом, і стосується деформацій у структурі й системі української мови в пострадянський період, а не української мови в СРСР. Тобто слова, сов'єтизми, які називають реалії, так чи інакше обумовлені радянською дійсністю в радянській державі, «словосполучення, фразеологізми всесоюзного контексту, що відображають соціалістичну дійсність і несуть певну суспільно-політичну чи виробничу інформацію, пов'язану з історією і життям радянської країни, з радянським способом життя», дивись у статті: радянська фразеологія.

## Історія
Риторика більшовицької партії, котра свідчила про зміну ціннісних орієнтирів, державницьких стандартів та соціальних практик в українську політичну та соціальну повсякденність все більше проникала з початку 1920-х років, і українська мова все більше насичувалася новими термінами, фразеологізмами, що нині прийнято називати радянізмами. Більшість радянізмів походить з російської мови, оскільки одним з наслідків реалізації настанов загальних принципів мовної політики СРСР, стало формування спільного лексичного фонду мов народів СРСР, важливу роль в якому відводили російській мові, як мові міжнаціонального спілкування.
Дослідниками філологічних особливостей виникнення та функціонування радянізмів констатується, що радянізми-терміни «створюють певний ідеолексикон, до якого входять інгерентно експресивні слова — своєрідні символи доби — з сильними політичними конотаціями та соціальним колоритом».

### Радянізми всесоюзного контексту
Особливості радянського способу життя зумовили й особливості його вербальної передачі. Радянізми посідають окреме місце в процесі радянського словотвору. «Радянізми» тут — це «слова, словосполуки й фразеологізми всесоюзного контексту, що відображають соціалістичну дійсність і несуть певну суспільно-політичну чи виробничу інформацію, пов'язану з історією і життям радянської країни, з радянським способом життя».

### Класифікація радянізмів, що були запозичені в українську мову в радянський період
Радянізми можна класифікувати різним чином. Радянізми, що були запозичені в українську мову в радянський період:
- радянізми-заклади/організації/утворення: райрада (англ. regional council), ремісничі та школи фабрично-заводського учнівства (англ. vocational and factory trade schools), біржа праці (англ. employment office), радгосп (англ. state farm), клуб (англ. clubhouse), колгосп (англ. collective farm), турбази (англ. tourist retreats), профілакторії (dispensaries), Будинок ветеранів (англ. Old Steelworkers’ Home), ЗАГС (англ. registry office), обком (англ. regional committee), військкомат (англ. enlistment office), контора (англ. office);
- радянізми, які описують посади: завклуб (англ. man from the village club), бригадир (англ. brigade leader), завфермою (англ. brigade leader/deputy manager of a farm), голова колгоспу (англ. manager of a collective farm), кладовщик (англ. store-man), дільничий міліціонер (англ. district militiaman), парторг (англ. party organizer), обер-майстер (англ. master trademan), квартальна (англ. community watchdog), комсорг (англ. Komsomol organizer), воєнком (англ. army commissar), кадровий військовий (англ. regular soldier), профорг (англ. union shop-steward);
- радянізми, які описують звання: Герой Соціалістичної Праці (англ. hero of Socialist Labour), безіменний солдат (англ. passing Soldier), ударниця четвертої домни (англ. heroine of the fourth blast furnace);
- радянізми, які описують події: спартакіада (англ. Athletic meets), п'ятирічки (англ. five year plans), проводи (англ. send-off);
- радянізми, які описують соціальний статус: чинуш (англ. bureaucrat), сталініст (англ. Stalinist.
- ойконіми-радянізми: Сталіно, Леніне, Троцьк, Ворошиловград, Дзержинське;
- водні об'єкти: річка Сталінка, водопій Енгельса;
- антропоніми-радянізми: Владлен (скорочене «рос. Владимир Ленин»), Вілор (абревіатура від фрази «рос. Владимир Ильич Ленин освободил рабочих»), Кім («рос. Коммунистический интернационал молодежи»), Сталіна (від «Сталин»), Октябрина (пов'язане з «рос. Октябрьская революция»)[4]

На українському ґрунті радянізми мають дещо іншу природу, ніж у російській мові, оскільки це переважно засвоєні росіянізми або мовні одиниці створені калькуванням.

## Проблеми перекладу
При перекладі з української прози конструкцій реалій-радянізмів, більшість «радянських реалій» трансформуються за допомогою калькування (хоча винятків чимало), а проблема читача надзвичайно важлива при перекладі радянізмів. Переклад радянізмів з української мови англійською дуже ускладнюється тим, що на сьогодні немає ще англомовної країни, для якої явища соціалістичного ладу стали б повсякденною реальністю і вимагали б втілення і закріплення в національній мові. Тому перекладач повинен орієнтуватися на широку аудиторію та на кожного читача індивідуально.
Радянізми, утворені від власних назв, у різних мовах набувають фонетичного звучання згідно з фонетичними законами мови-переймача.

## Радянізми в сучасній українській мові
Окрему групу серед радянізмів становлять ідеологічно заряджені мовні стереотипи. Деякі з таких одиниць остаточно зникають із сучасної мовної практики (наприклад: переможець соцзмагання, дошка пошани, передовик, світле майбутнє (пов'язане, звичайно, з побудовою комунізму), неповерненець, позбавленець, комсомолець, народний контроль, родимі плями капіталізму, будівник комунізму, пережитки минулого, та ін.) і з'являються лише в контекстах, пов'язаних з радянською епохою.
Серед найактивніших реакцій на нові явища у свідомості сучасних українців серед нових суспільних і мовних стереотипів нова українська лексика засвідчує деідеологізацію радянізмів і завдяки цьому розширення, генералізацію їхніх значень, а також нейтралізацію негативних оцінних сем належності до чужого світу в семантиці вже засвоєних запозичень, їх втягнення в орбіту актуалізованих вербалізаторів нових суспільних стереотипів. В українському лексиконі радянські мовні стереотипи демонструють відхід у пасив мови або набувають негативних, іронічних оцінних конотацій.
Наприклад: «„Партія веде“ чи партія енкаведе?», «Черга — це радянський підхід до прилавка».
Радянізми, як і як діалектизми, архаїзми, історизми ще мають своє застосування у літературі, культурі та пам'яті народу, хоча поступово втрачають свою активність, переходять у розряд малоактивної лексики.